# 青烏子
青烏子，其生平來源說法不一，最早記載認為是漢代數術家。傳說為相冢名師，著有《青烏子相冢書》。後世把「青烏」一詞，作為風水的雅稱。

## 簡介
一說是黃帝的大臣。葛洪《抱朴子》：「昔黃帝……，相地理則書青烏之說。」《雲笈七籤》引王瓘《軒轅本紀》：「有青烏子能相地理，帝問之以制經。」
或說是秦國大臣樗里子的別名，明代李思聰《堪輿雜著》曰：「樗里子即青烏仙，其言驗如此。」
或說是漢朝的數術家。《風俗通義》（《全上古三代秦漢三國六朝文》引自《廣韻》之輯佚）：「青烏氏。漢有青烏子，善數術。」〈青烏先生葬經金丞相兀欽仄注序〉：「先生漢時人，精地理陰陽之術，而史失其名。」
《舊唐書·經籍志》載有《青烏子》三卷，當是相墓之書，已佚。劉孝標《世說新語》注、李善等《文選》注以及歐陽詢《藝文類聚》皆有引用，標名為《青烏子相冢書》。流傳至今的《青烏先生葬經》沒包含這些引文，文體像歌訣與引文不類，文中又以風水指「相地之術」，此為後世之用語。證明此書不是《青烏子相冢書》，應當是後世託名之作。

## 青衣烏公非青烏子
彭祖有弟子名為青衣烏公或青烏公，其記載見於《抱朴子》，稱青衣烏公是彭祖弟子。然青衣烏公和青烏子非同一人，因葛洪已提及黃帝「相地理則書青烏之說」，則葛洪認為青烏子是黃帝時代的人物，而非彭祖時代的青衣烏公。